# 趙伯圭
趙 伯圭（ちょう はくけい、生年不詳 - 嘉泰2年9月25日（1202年10月12日））は、南宋の皇族。字は禹錫、諡は憲靖。秀安僖王趙子偁の子であり、第2代皇帝孝宗の同母兄。

## 経歴
孝宗の在位中に明州知州・沿海制置使や顕謨閣直学士・龍図閣直学士を歴任、光宗が即位すると少師に昇任、後に太保となる。紹熙2年（1191年）、判大宗正事に任じられ太師となり、また崇信軍節度使を兼ねた。
嘉泰2年（1202年）に没すると、崇王に追封された。
子に趙師夔・趙師揆・趙師垂・趙師禼・趙師禹・趙師皋・趙師嵒・趙師弥・趙師貢の9子がある。また、弟である孝宗の提案で明州時代から関係があった同地出身の宰相史浩の末子である史弥堅（史弥遠の弟）に娘の新安郡主を嫁がせている。
南宋末から元初にかけての政治家・文人である趙孟頫は、趙師垂の曾孫にあたる。

## 日本との関係
乾道8年（日本の承安2年/1172年）9月、明州知州・沿海制置使の任にあった際、「日本国王」（後白河法皇）及び「日本国太政大臣」（平清盛）宛に方物が送られている。乾道9年（承安3年/1173年）3月、後白河法皇に返書を命じられ、清盛から「日本国沙門静海諜す 大宋国明州沿海制置使王」という書き出しで始まる書状が送られている。

## 逸話
- 明州知州・沿海制置使であった隆興・乾道年間に海賊を討伐したり、貿易の振興に努めているが、ある日南方にある真里富国の商人が多額の財物を残したまま明州で急死した。明州の役人は法に基づいて商人が残した財物を没収することを伯圭に勧めたが、彼は「遠方の客の不幸に乗じて利益を得る事は出来ない」と述べて商人の遺体を棺に納めて財物とともに母国に送り返したと言う（楼鑰『攻媿集』巻86「皇伯祖太師崇憲靖王行状」）[3]。

## 系譜
太祖 - 秦王 趙徳芳 - 英国公 趙惟憲 - 新興侯 趙従郁 - 華陰侯 趙世将 - 慶国公 趙令譮 - 秀安僖王 趙子偁 - 崇王 趙伯圭